# Möllendorf (Goldbeck)
Möllendorf ist ein Ortsteil der Gemeinde Goldbeck im Landkreis Stendal in Sachsen-Anhalt.

## Geographie
Möllendorf, ein Straßendorf mit Kirche, liegt 2½ Kilometer nördlich von Goldbeck und 8 Kilometer südöstlich von Osterburg in der Altmark. Der Graben südlich Möllendorf entwässert das Dorf und fließt nach Osten in die Uchte.
Nachbarorte sind Petersmark im Westen, Walsleben im Norden, Plätz im Osten und Goldbeck im Süden.

## Geschichte

### Mittelalter bis Neuzeit
Im Jahre 1238 wird Möllendorf erstmals erwähnt als In Mulendorpe. 1299 wird ein gherardi de molendorp in Arneburg genannt. Im Landbuch der Mark Brandenburg von 1375 wird das Dorf als Mollendorp aufgeführt. Weitere Nennungen sind 1540 Mollendorf und 1687 Möllendorff.
Bei der Bodenreform wurden 1945 ermittelt: 33 Besitzungen unter 100 Hektar hatten zusammen 445 Hektar, zwei Kirchenbesitzungen hatten 27 Hektar, eine Gemeindebesitzung einen Hektar. Im Jahre 1953 entstand die erste Landwirtschaftliche Produktionsgenossenschaft vom Typ III, die LPG „Morgenröte des Sozialismus“. Sie wurde nach 1957 aufgelöst.

### Herkunft des Ortsnamens
Der Name Möllendorf geht zurück auf das althochdeutsche mulin oder das mittelhochdeutsche mul, die Mühle.

### Eingemeindungen
Bis 1807 gehörte das Dorf zum Stendalschen Kreis der Mark Brandenburg in der Altmark. Danach lag es bis 1810 im Landkanton Osterburg auf dem Territorium des napoleonischen Königreichs Westphalen. Ab 1816 gehörte die Gemeinde zum Kreis Osterburg, dem späteren Landkreis Osterburg.
Die Gemeinde Möllendorf wurde am 20. Juli 1950 in die Gemeinde Goldbeck eingemeindet.

### Einwohnerentwicklung
| Jahr | Einwohner |
| ---- | --------- |
| 1734 | 134       |
| 1772 | 149       |
| 1790 | 136       |
| 1798 | 143       |
| 1801 | 164       |
| 1818 | 148       |
| 1840 | 129       |
| 1864 | 192       |

| Jahr | Einwohner |
| ---- | --------- |
| 1871 | 228       |
| 1885 | 213       |
| 1892 | [0]235    |
| 1895 | 254       |
| 1900 | [0]195    |
| 1905 | 259       |
| 1910 | [0]250    |
| 1925 | 249       |

| Jahr | Einwohner |
| ---- | --------- |
| 1939 | 206       |
| 1946 | 341       |
| 2014 | [00]131   |
| 2015 | [00]130   |
| 2017 | [00]128   |
| 2018 | [00]120   |
| 2020 | [00]124   |
| 2021 | [00]126   |

| Jahr | Einwohner |
| ---- | --------- |
| 2022 | [0]127    |
| 2023 | [0]120    |

Quelle, wenn nicht angegeben, bis 1946:

## Religion
Die evangelische Kirchengemeinde Möllendorf gehörte früher zur Pfarrei Klein Schwechten. Seit 2007 gehört sie zum Kirchspiel Klein Schwechten. Sie wird heute betreut vom Pfarrbereich Klein Schwechten des Kirchenkreises Stendal im Bischofssprengel Magdeburg der Evangelischen Kirche in Mitteldeutschland.
Die ältesten überlieferten Kirchenbücher für Möllendorf stammen aus dem Jahre 1815. Ältere Einträge finden sich ab 1650 bei Klein Schwechten.

## Kultur und Sehenswürdigkeiten
- Die evangelische Dorfkirche Möllendorf ist ein zweiteiliger Feldsteinbau aus der Mitte des 12. Jahrhunderts. 1747 wurde ein Fachwerkturm angesetzt.[7]
- Der Ortsfriedhof befindet sich auf dem Kirchhof.
- Unweit des Grabens an der Südostecke des Dorfes befindet sich die obertägig sichtbare Struktur eines Bodendenkmals, früher "Burg" genannt, ein etwa 3 Meter hoher Burghügel, wohl ursprünglich eine Motte von etwa 20 Meter Durchmesser, der durch moderne Abtragungen stark verändert wurde.[1]
- Der Distanzstein am östlichen Ortseingang steht unter Denkmalschutz.
- In Möllendorf steht ein Denkmal für die Gefallenen des Ersten und Zweiten Weltkrieges in Form eines aus Feldsteinen gemauerter Rundbogens mit eingelassener Tafel.[17]

### Vereine
- Kultur & Feuerwehr Traditionsverein 1888 Möllendorf e. V.[18]